# Троицкий, Александр Витальевич
Александр Витальевич Троицкий (род. 15 июля 1962 года, Москва) — российский хирург, доктор медицинских наук, профессор, член Российского общества ангиологов и сосудистых хирургов. Генеральный директор ФГБУ «ФНКЦ ФМБА России» с 2015 года.

## Биография
Александр Витальевич Троицкий родился 15 июля 1962 года в Москве в семье инженеров.
В 1985 году окончил Второй Московский ордена Ленина государственный медицинский институт имени Н. И. Пирогова по специальности «Лечебное дело». Там же с 1985 по 1987 год проходил подготовку в клинической ординатуре, где окончил полный курс по специальности «Хирургия».
В 1991 году защитил диссертацию на тему «Отдалённые результаты микрохирургической аутотрансплантации большого сальника при хронической ишемии стопы и голени» и получил учёную степень кандидата медицинских наук.
В 1987—1988 году работал врачом-хирургом первой поликлиники четвёртого главного управления. В 1988—1992 годах работал врачом-хирургом городской клинической больницы № 57.
С 1992 года А. В. Троицкий работает в системе ФМБА России. Прошёл путь от врача-сердечного сосудистого хирурга до руководителя центра сосудистой хирургии, заведующего отделением сосудистой хирургии. В 1996 году возглавил отделение, а впоследствии Центр сосудистой хирургии на базе Клинической больницы № 83 (ныне — ФНКЦ ФМБА России).
В 2002 году защитил диссертацию на тему «Хирургическое лечение поздних стенотических и окклюзионных поражений артерий бедренно-берцового сегмента» и получил учёную степень доктора медицинских наук.
С 2006 года — главный внештатный специалист ФМБА России по сердечно-сосудистой хирургии и рентгенэндоваскулярным диагностике и лечению.
С 2006 по 2013 год был директором центра сердечно-сосудистой и эндоваскулярной хирургии ФГБУЗ КБ № 119 ФМБА России.
В 2014—2015 годах был членом правления и вице-президентом блока по медицинской деятельности ЗАО Группа компаний «Медси».
С ноября 2015 года руководит ФГБУ «Федеральный научно-клинический центр специализированных видов медицинской помощи и медицинских технологий Федерального медико-биологического агентства».
В соответствии с Распоряжением Правительства Российской Федерации № 844-р от 2 апреля 2020 года, ФГБУ ФНКЦ ФМБА России был перепрофилирован в центр для круглосуточного приёма пациентов с COVID-19. Под руководством А. В. Троицкого было организовано оказание своевременной медицинской помощи пациентам, налажен лечебно-диагностический процесс и постановка всей работы по обследованию, лечению и обслуживанию больных. В короткие сроки было организовано обучение персонала, разработаны алгоритмы ведения и лечения пациентов с новой коронавирусной инфекцией. Также начали проводиться клинические исследования безопасности и эффективности антиковидной плазмы крови.
А. В. Троицкий активно занимается преподавательской работой. С 2009 года возглавлял кафедру сердечно-сосудистой хирургии Института последипломного профессионального образования ФМБЦ им. А. И. Бурназяна ФМБА России. В настоящее время является профессором кафедры. Под его руководством защищены две докторские и две кандидатские диссертации.
С декабря 2018 года является ректором Академии постдипломного образования ФГБУ ФНКЦ ФМБА России.

## Научная деятельность
Сфера научных интересов А. В. Троицкого — сердечно-сосудистая хирургия. Он одним из первых в России широко внедрил эндоваскулярные методы лечения патологии сосудов, став пионером в проведении гибридных операций в сосудистой хирургии. Создал российскую школу сердечно-сосудистых хирургов свободно владеющих эндоваскулярными методами лечения. В 1994 году им была выполнена первая гибридная операция профундопластики и баллонной ангиопластики подвздошной артерии. Анализ методик проведения и отдалённых результатов лечения данной категории пациентов лёг в основу главы «Сочетанные операции при этажных поражениях аортоподвздошного и бедренно-подколенного сегментов» первого в России коллективного руководства «Сосудистое и внутриорганное стентирование», изданного в 2003 году.
Главный редактор журнала «Клиническая практика». Член редколлегии журналов «Ангиология и сосудистая хирургия», «Диагностическая и интервенционная радиология». Член Европейского общества сосудистых хирургов (ESVS) и Европейской ассоциации кардиоторакальной хирургии (EACTS). В 2013 году А. В. Троицкий был консулом в ESVS от России. Почётный член Евро-азиатской ассоциации ангиологов и сосудистых хирургов.
Автор более 100 научных работ, посвящённых проблемам хирургического и эндоваскулярного лечения патологий сердечно-сосудистой системы, в том числе трёх монографий по сердечно-сосудистой хирургии.
Монографии в Национальных рекомендациях и руководствах
- Коков Л. С., Капранов С. А., Долгушин Б. И., Троицкий А. В., Протопопов А. В., Мартов А. Г. Сосудистое и внутриорганное стентирование. Руководство. — М.: ИД «Грааль», 2003. — 384 с.
- Аракелян В. С., Барбараш О. Л., Болотова Е. В., Золоев Г. К., Карпенко А. А., Козырев О. А., Самородская И. В., Троицкий А. В., Харазов А. Ф. Национальные рекомендации по ведению пациентов с сосудистой артериальной патологией (Российский согласительный документ). Часть 1. Периферические артерии. / Российское общество ангиологов и сосудистых хирургов, Ассоциация сердечно-сосудистых хирургов России, Всероссийское научное общество кардиологов. — М.: Изд-во НЦССХ им. А. Н. Бакулева РАМН, 2010. — 176 с.
- Сосудистая хирургия. Национальное руководство. Краткое издание / под ред. В. С. Савельева, А. И. Кириенко. — М.: ГЭОТАР-Медиа, 2014. — 464 с. — ISBN 978-5-9704-3097-2. — Троицкий А. В. Глава 2. Обеспечение оперативных вмешательств на магистральных сосудах. С. 28-36; Троицкий А. В., Азарян А. С. Глава 11. Вазоренальная артериальная гипертензия. — С. 170—178.

Наиболее цитируемые статьи (РИНЦ)
- Покровский А. В., Дан В. Н., Троицкий А. В., Цыгельников С. А., Белолапатко Е. А. Резекция и реимплантация почечной вены при её стенозе в аортомезентериальном «пинцете». // Ангиология и сосудистая хирургия. 1998. Т. 4. № 2. С. 131—138.
- Troitsky A. V., Lysenko Ye. R., Khabazov R. I., Orekhov P. Yu., Parshin P. Yu., Korolev V. I., Ustyantseva N. V., Malyutina Ye. D., Nishchenko A. V. Results of primary reconstructions in patients with lesion of the tibial arteries. // Angiology and Vascular Surgery. 2003. Т. 9. № 1. С. 102—108.
- Troitsky A. V., Bobrovskaya A. N., Orekhov P. Yu., Lysenko Ye. R., Khabazov R. I., Parshin P. Yu., Gryaznov O. G., Lyubimtsev D. V., Zaitsev M. V., Malyutina Ye. D., Ustyantseva N. V. Successful percutaneous endovascular treatment of a ruptured femoral aneurysm. // Angiology and Vascular Surgery. 2005. Т. 11. № 1. С. 53-61.
- Троицкий А. В., Хабазов Р. И., Паршин П. Ю., Грязнов О. Г., Лысенко Е. Р., Орехов П. Ю., Зайцев М. В., Шабалтас Е. Д., Малютина Е. Д. Сочетанные операции при этажных поражениях аорто-подвздошного и бедренно-подколенного сегментов. // Ангиология и сосудистая хирургия. 2005. Т. 11. № 2. С. 113—122.
- Kolos I., Boytsov S., Tvorogova T., Deev A., Troitskiy A. V., Balakhonova T.V., Shariya M. A., Skrypnik D., Akezheva L. R., Dupik N.V., Ershova A. I., Fedotenkov I. S., Fyodorova V. I., Khabazov R. I., Loukianov M. M., Nikonova M., Shevchenko N. A., Stepanyants E. Y., Strazden E. Y., Tripoten M. I. et al. Modern medical treatment with or without carotid endarterectomy for severe asymptomatic carotid atherosclerosis. // Journal of Vascular Surgery. 2015. Т. 62. № 4. С. 914—922.
- Samoilova E. M., Kalsin V. A., Kushnir N. M., Troitskiy A. V., Baklaushev V. P., Chistyakov D. A. Adult Neural Stem Cells: Basic Research and Production Strategies for Neurorestorative Therapy. // Stem Cells International. 2018. № 12. С. 1-18.
- Baklaushev V. P., Kalsin V. A., Sovetnikov N. N., Samoilova E. M., Revkova V. A., Konoplyannikov M. A., Averyanov A. V., Troitskiy A. V., Bogush V. G., Sidoruk K. V., Timashev P. S., Kotova S. L., Yushkov K. B., Ahlfors J. E. Tissue Engineered Neural Constructs Composed of Neural Precursor Cells, Recombinant Spidroin and PRP for Neural Tissue Regeneration. // Scientific Reports. 2019. Т. 9. № 1. С. 31-61.
- Клыпа Т. В., Бычинин М. В., Мандель И. А., Андрейченко С. А., Минец А. И., Колышкина Н. А., Троицкий А. В. Клиническая характеристика пациентов с COVID-19, поступающих в отделение интенсивной терапии. Предикторы тяжёлого течения. // Клиническая практика. 2020. Т. 11. № 2. С. 6-20.
- Баклаушев В. П., Аверьянов А. В., Сотникова А. Г., Перкина А. С., Троицкий А. В. и др. Предварительные итоги исследования безопасности и эффективности плазмы реконвалесцентов в терапии COVID-19. // Клиническая практика. 2020. Т. 11. № 2. С. 38-50.

## Награды
- 1997 — Медаль «В память 850-летия Москвы»;
- 2005 — Почётная грамота Министерства здравоохранения и социального развития РФ;
- 2009 — Знак Циолковского;
- 2017 — Нагрудный знак «Бронзовый крест ФМБА России»;
- 2017 — Нагрудный знак «Золотой крест ФМБА России».
- 2021 — Медаль ордена «За заслуги перед Отечеством» II степени[16]